# Parque das Cidades (stacja kolejowa)
Parque das Cidades (port: Estação Ferroviária de Parque das Cidades) – stacja kolejowa w Loulé, w regionie Algarve, w Portugalii. Znajduje się na Linha do Algarve.
Ta stacja jest wykorzystywana jedynie dla regionalnych przewozów pasażerskich, obłuiwanych przez Comboios de Portugal.
Interfejs ten zawiera dwa tory z dwoma peronami, każdy o długości 150 metrów i 90 cm wysokości.

## Historia
Stacja została zbudowana od podstaw na 332 km Linha do Algarve, a projekt powstał w 2000 roku przez Dante Conceição Macedo i Machado.
Została otwarta w 2004 roku, aby obsługiwać Estádio Algarve, który został otwarty w 2003 roku. Jednym z celów było ograniczenie korzystania z transportu drogowego, minimalizując w ten sposób problemów z parkowaniem i natężeniem ruchu.
W tym sezonie odegrało ważną rolę podczas piłkarskich mistrzostw Europy 2004, była używana jako stacja do obsługi widzów podczas meczów.